# مسجد بربار
 مسجد بربار  مسجدی تاریخی واقع در روستای بربار از توابع بخش کوخرد شهرستان بستک در غرب استان هرمزگان، یکی از آثارهای تاریخی و از نقاط دیدنی استان هرمزگان در جنوب ایران است.
در روستاهای کوهستانی مانند  بار  ،  بربار  و  تخت گرو  از سالهای اولیه هجری قمری وبا ورود اسلام به این مناطق مساجد ساخته شده‌است، قدیمی‌ترین آن‌ها  مسجد بربار  است که در «روستای بربار»
قرار دارد. این مسجد یک بار در اثر زلزله به‌طور کامل ویران شده‌ اما بازسازی شده‌است. مسجد دارای صحن خارجی و شبستان است.
ستوهای مسجد دایره‌ای مانند و از تزیین وگچبری مخصوص وزیبا، با طاق‌های اکلیل و گچ بری‌های زیبا از نقاشی وگچبری خواصی برخوردار است. این بنای تاریخی در ضلع شمالی روستا و در پایهٔ کوه  بربار  و 
تپهٔ 
چشمه واقع شده‌است. «چشمهٔ آب بربار» دقیقاً از جلو مسجد می‌گذرد و به سوی نخلستان می‌رود، مصالح مورد استفاده در بنا از سنگ، گچ، چوب و شاخهٔ نخل خرما استفاده شده‌است. ورودی صحن مسجد از جبهه خاوری است و در آن حوض جهت وضو تعبیه شده‌است. شبستان مسجد دارای دو ستون اصلی در میانه و دو نیم ستون در میانه اضلاع شمالی و جنوبی است. پوشش مسطح تیر و چوبی این شبستان بر روی ستون‌های میانی و جرزهای کناری قرار گرفته‌است. تزیینات منحصر به آرایه‌های گچی است. مسجد مانند سایر مساجد قدیمی فاقد مناره است. گویا تاریخ اولیهٔ این بنا به دورهٔ زندیه می‌رسد.